# Planetário Adler
O Planetário Adler é um museu público em Chicago dedicado ao estudo da astronomia e da astrofísica. Foi fundado em 1930 por Max Adler.